# Szarvasgede
Szarvasgede je obec v župě Nógrád v Maďarsku. Žije zde 396 obyvatel.

## Geografie

### Sousední obce
| Růžice kompasu |           | Csécse      |          | Růžice kompasu |
| Růžice kompasu | Kisbágyon | Sever       | Jobbágyi | Růžice kompasu |
| Růžice kompasu | Kisbágyon | Szarvasgede | Jobbágyi | Růžice kompasu |
| Růžice kompasu | Kisbágyon | Jih         | Jobbágyi | Růžice kompasu |
| Růžice kompasu | Palotás   | Apc         |          | Růžice kompasu |